# Guardians Sessions
Guardians es el sexto EP de la banda estadounidense de metalcore August Burns Red. Fue lanzado el 16 de abril de 2021 a través de Fearless Records. El EP incluye caras B de las sesiones de grabación de su álbum anterior Guardians junto con dos versiones reimaginadas de canciones del álbum y dos covers.

## Antecedentes y promoción
A finales de 2020, August Burns Red comenzó a lanzar una serie de sencillos grabados durante las sesiones de su anterior álbum de estudio Guardians.
El primer sencillo lanzado fue una versión de la canción "Chop Suey!" de System of a Down, el 15 de diciembre de 2020. El 19 de enero de 2021, la banda lanzó el sencillo "Standing in the Storm" junto con su videoclip animado. Al mes siguiente, August Burns Red lanzó una regrabación instrumental de la canción "Extinct by Instinct" de Guardians, titulada "Extinct by Instinct (Reprise)", el 9 de febrero. 
El 9 de marzo, la banda lanzó una versión del tema principal de la serie de televisión Westworld, que la banda comenzó a escribir en 2018. Un par de semanas después, se lanzó el sencillo "Icarus" junto con el anuncio de un nuevo EP, Guardians Sessions; "Icarus" cuenta con la voz limpia del bajista Dustin Davidson.

## Lista de canciones
Todas las canciones escritas y compuestas por August Burns Red, excepto lo que se indique. 
| N.º | Título                                   | Duración |  |
| 1.  | «Standing in the Storm»                  | 4:32     |  |
| 2.  | «Icarus»                                 | 3:44     |  |
| 3.  | «Chop Suey!» (cover de System of a Down) | 3:38     |  |
| 4.  | «Westworld» (cover de Ramin Djawadi)     | 5:28     |  |
| 5.  | «Paramount (Reprise)»                    | 5:10     |  |
| 6.  | «Extinct by Instinct (Reprise)»          | 5:02     |  |

## Personal
August Burns Red
- Jake Luhrs – voz principal
- JB Brubaker – guitarra principal
- Brent Rambler – guitarra rítmica
- Dustin Davidson – Bajo, coros, guitarras adicionales, voz aguda en la pista 2
- Matt Greiner – batería, piano